# Курара (группа)
«Курара» — рок-группа из Екатеринбурга. Основана в 2004 году на обломках группы «Шаманны», в которой играли Олег Ягодин и Юрий Облеухов. На данный момент на счету группы десять студийных альбомов.

## История
Юрий Облеухов и Олег Ягодин познакомились летом 1993 года. У них появляется совместный материал, но первая запись датируется зимой 1999 года. Она была сделана на «Pinocchio studio» под названием «Шаманны». Запись включала в себя песни «Екатеринбюргер», «Понедельник», «Летать». Все треки были записаны Облеуховым и Ягодиным вдвоём.
Летом 2001 года у проекта «Шаманны» появляется первый состав, с которым можно играть концерты. К Облеухову и Ягодину присоединились Дмитрий Даринский (барабаны), Александр Пугачёв (бас) и Полина Емелина (бэк-вокал). Первая совместная запись — песня «Десять»(«Pinocchio studio»). Это первый опыт работы с саунд-мастером Игорем Воробьёвым. В том же году состоялись первые живые выступления команды — на фестиваль «Sprite-охота» и в теле-проекте «Проверка слуха» (канал 51). Любопытно, что этот эфир состоялся через пару часов после «Охоты».
В январе 2002 года у группы сменился состав. Пришли Максим Никитин (барабаны), Николай Ротов (бас), Наталья Жукова (бэк-вокал). У группы начинается активная концертная деятельность — сольники в «Театре Эстрады» и «театре Драмы» (в рамках театрального фестиваля «Середина лета»), «Детский мир party» и «Funk Alive! party» (клуб «Люк»). Перезаписана песня «Летать» на SVE records. Ведутся поиски своего стиля и эксперименты по смешиванию музыкальных направлений. Появляется много нового материала, в написании которого принимает участие вся группа («Иду», «Подоннки», «Друг Друга»). Из состава выходит Наталья Жукова.
В 2004 году группу покидает Макс Никитин. Оставшиеся участники группы начинают студийную работу над альбомом, в процессе которой их «ранние» эксперименты переходят на новый, более профессиональный уровень. В процессе записи команда находится в поиске новых форм, отказываясь от привычного «сырого», «чистого» рок-звучания, всё больше смешивая его с электронным. В этом группе активно помогает студия «Iguana Breikaz», на которой и проходит работа. К сотрудничеству с группой вновь привлекается звукорежиссёр Игорь Воробьёв. В августе 2004 «Шаманны» выступают на фестивале «50 Years Stratocaster», где к коллективу присоединяется барабанщик Олег Кудрявцев. В финале фестиваля музыканты объявляют о смене названия на «Курара».
В декабре 2004 лейбл «Alex records» выпускает дебютный альбом группы «Здравствуйте, дети!». В новом 2005 году группа возвращается к студийной работе, результатом которой становится новый альбом «Курара». На пластинке музыканты продолжают эксперименты со звуком и поиски новых форм.
В том же году дизайнер Роман Куковякин (проект WM) разрабатывает логотип и совместно с фотографом Дарьей Лутковой начинает работу над сайтом группы. На концертах, в качестве бэк-вокала, к группе присоединяется поп-дуэт «StereO» (Лина и Марина Талановы). Параллельно, Николай Ротов и Юрий Облеухов приступают к студийной работе со своими проектами — «Ботаники» и «Макака».
После выступления на проходившем в Перми фестивале «Движение 2011» группа «Курара» получили приглашение английского музыканта Tricky, принять участие в его турне по городам России. В ходе турне, назначенного на 9—13 ноября 2012 года, музыкантам предстояло дать концерты в Екатеринбурге, Нижнем Новгороде, Москве и Санкт-Петербурге.
13 ноября 2012 года группа сыграла живой концерт в эфире «Радио Маяк», а 19 июня 2013 года — в эфире радиостанции «Наше радио».
В марте 2013 года лучшие песни «Курары», созданные за десятилетнюю творческую деятельность, обрели новое оркестровое звучание на сцене ЦК «Урал». 17 марта состоялся единственный концерт группы с «Другим оркестром» под руководством дирижёра Александра Жемчужникова. Позже, видеоверсия выступления была издана на DVD в двух вариантах: простое (1DVD) и специальное издание (1DVD с дополнительными материалами + CD с аудиодорожкой выступления).
Опыт работы с «Другим оркестром» для группы не прошёл бесследно: Александр Жемчужников и несколько музыкантов из его оркестра осенью 2014 года приняли участие в записи нового альбома группы «Архимед». Были записаны струнные и духовые инструменты для нескольких песен.
13 октября 2016 года группа дала концерт в Пермском государственном университете по случаю его столетия.
В ноябре 2016 года вышел седьмой студийный альбом группы «Пуля». По словам Олега Ягодина, «не было задачи написать „темный“ альбом, но и не было настроения писать что-то веселое».
В 2018 году вышел сериал «Мёртвое озеро», титровым саундтреком которого послужила песня «Курара Чибана».
8 марта 2019 года на популярных интернет-сервисах появился восьмой студийный альбом группы «Кафка».
24 сентября 2021 года группа представила девятый студийный альбом «Брут». 25 января 2022 года группа выступила с концертом в телепередаче «Квартирник у Маргулиса».
17 августа 2023 года вышел десятый альбом группы под названием «ПП».
В разные годы «Курара» участвовала в трибьютах Илье Кормильцеву («Всего лишь быть»), группам «Кино» («Фильмы»), «Объект насмешек» («Поверить в землю»), «Markscheider Kunst» («Бабушка»). На сборнике «Сохрани мою речь навсегда», посвященному 130-летию Осипа Мандельштама, исполнила песню на его стихи «Кинематограф». На сборнике «Ключи от дома» исполнила песню «Разве?» на стихи Анны Ахматовой.

## Текущий состав
- Олег Ягодин — вокал, клавишные, перкуссия
- Юрий Облеухов — гитара, бас-гитара, клавишные, барабаны, бэк-вокал
- Владимир Коперник — бас-гитара, гитара, клавишные
- Василий Скородинский — барабаны, перкуссия, синтезатор

Бывшие участники
- Николай Ротов — бас-гитара, гитара
- Олег Кудрявцев (†) — барабаны
- Александр Вольхин — бас-гитара, гитара, клавишные

## Дискография

### Студийные альбомы
1. Здравствуйте, дети! (2004, CD, Iguana Records)
2. Курара (2006, CD, Мистерия Звука)
3. Механизмы (2008, CD, Navigator Records)
4. Грясь (2010, CD-R, LP)
5. Шикарная жизнь (2012, CD-R)
6. Архимед (2014, 2CD, Happy Monday!)
7. Пуля (2016, CD, Happy Monday!)
8. Кафка (2019, CD, 2LP)
9. Брут (2021, ONErpm)
10. ПП (2023, ONErpm)

### Живые альбомы
- Ленин Day. Концерт в Коляда-театре (2005, Интернет-релиз)
- Концерт в Коляда-театре [feat. DJ Холкин] (2007, Интернет-релиз)
- На память (2010, CD-R)
- Презентация альбома ГряСь (2010)
- Курара и Другой оркестр (2014, CD-R + DVD-R)
- Кафкажив (2020, Интернет-релиз)
- Концерт в Доме (2025)

### Компиляции
- Сало (2020, Интернет-релиз)
- ПП\22 (2023)
- Сало 2 (2024)
- Сало 3 (2025)
- Чужие песни (2025)

### Синглы
- Алиса/Зима (2007, Интернет-релиз)
- Каждый день (2007, Интернет-релиз)
- Да (2008, Интернет-релиз)
- Нас двое (2009, CD-R)
- Будущего нет (2010, Интернет-релиз)
- Надо больше хорошего / Лору Палмер (2010, CD-R)
- Камни (2011, Интернет-релиз)
- Пятна (2012, Интернет-релиз)
- Солнечные дни (2012, Интернет-релиз)
- Весна (2012, Интернет-релиз)
- Ответы/Чудеса (2012, Интернет-релиз)
- Курара Чибана (2013, CD-R)
- Не моё пальто (2013, Интернет-релиз)
- Екатеринбюргер '13 (2013, Интернет-релиз)
- Бойз донт край (2015, Интернет-релиз)
- Плеер (2015.05.12, MC)
- Вечер. Осень. Музыкалка (2018.04.23, Интернет-релиз)
- Дарьин день '13 (2018.07.10, Интернет-релиз)
- Февраль /долгая версия/ (2019.01.07, Интернет-релиз)
- Актриса (2019, Интернет-релиз)
- Кайф (2020.08.14, Интернет-релиз)
- Чума и вирт (2020.12.18, Интернет-релиз)
- СРБ (2021, Интернет-релиз)
- А я (2022, Интернет-релиз)
- 22 (2022, Интернет-релиз)
- Тягунов/Идиотизм (2024)
- Кари Глазки (2024)

### Альбомы ремиксов
- Глаза. Версии (2011) — ремиксы на песни из альбома «Грясь»
- Архиверсии (2015) — ремиксы на песни из альбома «Архимед»
- Re: Брут (2024) — ремиксы на песни из альбома «Брут»

### Другие релизы
- Re: Аквариум (2012) — песня «Плоскость»
- Это не рок-н-ролл (трибьют группы «Комитет охраны тепла», 2013) — песня «Герландия»
- Коробка (музыка к фильму «Коробка», 2016, Happy Monday! / Кинокомпания ТЕЛЕСТО)
- Отражения (трибьют группы Каталог, 2016, Happy Monday!) — песня «На востоке»
- Иллюминатор (песни на стихи Ильи Кормильцева, 2017, Happy Monday!) — песня «Всего лишь быть»
- Сохрани мою речь навсегда (сборник песен на стихи Осипа Мандельштама, 2021, Рома Либеров/Mosaic/Непокой) — песня «Кинематограф»
- Мы вышли из кино 2 (трибьют группы «Кино», 2022, Light) — песня «Фильмы»
- Выход Дракона. Часть 2 (трибьют группы «Объект насмешек», 2023, Navigator Records) — песня «Поверить в землю»
- Ключи от дома (сборник песен на стихи русских поэтов, 2024, МЫ ДОМА!) — песня «Разве?» на стихи Анны Ахматовой
- Будем с тобой на связи… (трибьют группы «Markscheider Kunst», 2025, Light) — песня «Бабушка»

### Видео
- 2008. «Механизмы» (режиссёры — Алиса Арташян, Саша Микляева)
- 2008. «Каждый день» (реж. — Татьяна Перевалова)
- 2008. «Насдвое» (реж. — Татьяна Перевалова)
- 2010. «Надо больше хорошего» (реж. — «Курара», монтаж — Олег Занин)
- 2011. «Насдвое» (street art version) (реж. — Андрей Крупин)
- 2012. «Шикарная жизнь» (реж. — Катерина Кузнецова)
- 2013. «Курара Чибана» (версия 1) (реж. — Виталий Маслов)
- 2013. «Солнечные дни» (реж. — Елена Гецевич)
- 2013. «Курара Чибана» (версия 2) (реж. — Иван Соснин)
- 2014. «Курара и Другой оркестр» [DVD] (монтаж — Артур Погосян)
- 2014. «Весна» (авторы — Константин Крысин, Алексей Рудаков)
- 2014. «Солнечные дни» (реж. — Андрей «Слесарь» Оплетаев)
- 2015. «Локомотив» (реж. — Люба Ригольбош)
- 2016. «Плеер» (реж. — Олег Ракович)
- 2016. «Капитаны» (реж. — Олег Ягодин, монтаж — Максим Одоевский)
- 2017. «Про футбол» (реж. — Олег Ягодин, монтаж — Андрей Сержант)
- 2017. «Плеер» (реж. — Алёна Тремазова)
- 2017. «Паранойя диско» (автор — Виталий Маслов)
- 2019. «Барнаул» (автор — Арнольд Железцов)
- 2019. «Ненастоящий мужчина» (реж. — Анна Петрик)
- 2020. «Камера. Мотор. Начали» (автор — Анастасия Орлова, монтаж — Виталий Маслов)
- 2020. «Актриса» (реж. — Олег Ягодин, монтаж — Виталий Маслов)
- 2020. «Кайф» (реж. — Олег Ягодин, монтаж — Семён «Пит» Кузнецов)
- 2021. «Кинематограф» (реж. — Олег Ягодин)
- 2021. «Чума и вирт» (реж. — Олег Ягодин)
- 2021. «Календула» (реж. — Иван Нечаев)
- 2022. «Доброй ночи» (реж. — Гульжан Ситахметова)
- 2022. «Ностальгия» (реж. — Иван Нечаев, монтаж — Виталий Маслов)
- 2024. «Павлины» (реж., монтаж — Варя Маценова)